# Cuneisigna
Cuneisigna is een geslacht van vlinders van de familie spinneruilen (Erebidae).

## Soorten
- C. cumamita (Bethune-Baker, 1911)
- C. obstans (Walker, 1858)
- C. rivulata (Hampson, 1902)